# Felix Ogbuke
Onyedika Félix Ogbuke (ur. 18 września 1985 w Enugu) – nigeryjski piłkarz występujący na pozycji pomocnika lub napastnika.